# Passalidae
Los pasálidos (Passalidae) son una familia de coleópteros polífagos de la superfamilia Scarabaeoidea.
Antes se la consideraba una subfamilia de Scarabaeidae. Casi la totalidad de las más de 500 diferentes especies que la componen son tropicales.  Algunas especies encontradas en Norteamérica son notables por su tamaño, yendo de los 20 a los 43 mm, por tener un único cuerno en la cabeza, y por mostrar un comportamiento social inusual entre los escarabajos.

## Subfamilias
- Aulacocyclinae
- Leptaulacinae -
- Macrolininae -
- Passalinae

## Géneros
- Aceraius - Analaches - Aponelides - Aulacocyclus - Austropassalus - Basilianus - Cacoius - Ceracupes - Cetejus - Cicernonius - Comacupes - Cylindrocaulus - Didimus - Epishenus - Episphenoides - Eumelosomus - Flaminius - Gonatas - Heliscus - Hincksius - Labienus - Leptaulax - Macrolinus - Malagasulus - Mastochilus - Neleides - Neleuops - Nelues - Ninus - Odontotaenius - Ogyges - Oileus - Ophrygonius - Orgyes - Paratiberioides - Passalus - Passipassalus - Paxillus - Pelopides - Pelops - Pentalobus - Petrejoides - Petrejus - Pharochilus - Phoroneus - Plesthenus - Pleurarius - Popilius - Proculejus - Proculus - Protomocoelus - Pseudepisphenus - Pseudoarrox - Ptichopus - Publius - Rhodocanthopus - Semicyclus - Solenocyclus - Spasalus - Spurius - Taeniocerus - Tarquinius - Tiberioides - Trichopleurus - Undulifer - Verres - Veturius - Vindex - Vitellinus - Xylopassaloides